# Ghiacciaio Sykes
Il ghiacciaio Sykes è un ghiacciaio lungo circa 7 km situato nella regione centro-occidentale della Dipendenza di Ross, in Antartide. Il ghiacciaio, il cui punto più alto si trova a circa 1800 m s.l.m., si trova in particolare nella zona occidentale della dorsale Asgard, poco a ovest del ghiacciaio Valhalla, dove fluisce verso nord partendo dal versante settentrionale del picco Veli e scorrendo lungo il versante meridionale della valle di Wright, senza però arrivare sul fondo della valle ma alimentando, durante il suo scioglimento estivo, il lago Vanda, un lago glaciale situato sul fondo di questa.

## Storia
Il ghiacciaio Sykes è stato mappato dalla squadra occidentale della spedizione Terra Nova, condotta dal 1910 al 1913 e comandata dal capitano Robert Falcon Scott, ma è stato così battezzato solo in seguito dal Comitato neozelandese per i toponimi antartici in onore del regista neozelandese Jeremy Sykes che, il 19 novembre 1969, morì in un incidente aereo precipitando con un elicottero nei pressi del monte McLennan.